# Nelkanitz
Nelkanitz ist ein Dorf in der Ortschaft Mochau der Großen Kreisstadt Döbeln im sächsischen Landkreis Mittelsachsen.

## Geographie
Der Bauernweiler Nelkanitz liegt am äußerst nordöstlichen Teil des Döbelner Stadtgebietes am Dreißiger Wasser an der Straße von Beicha nach Lossen.

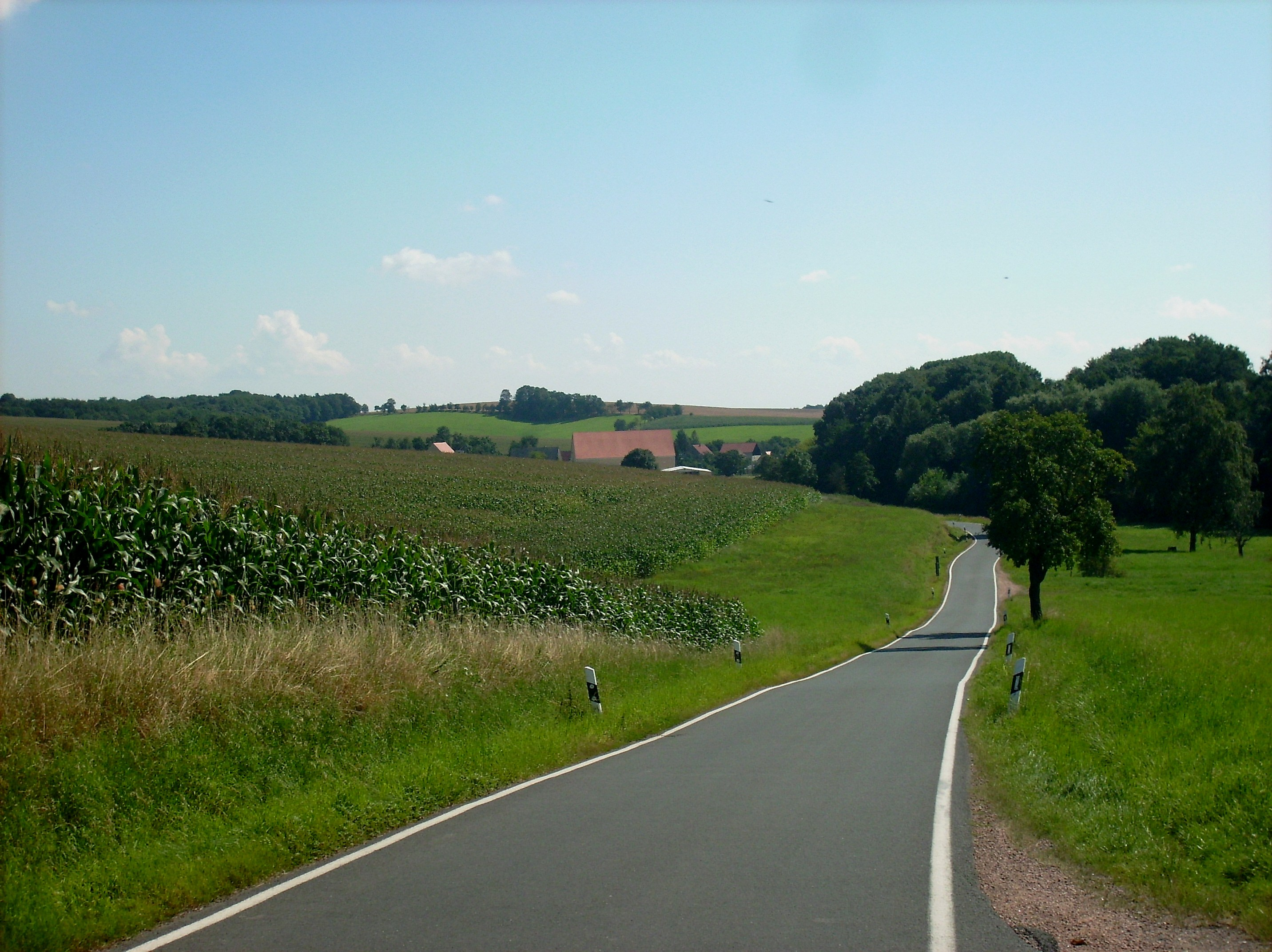
Landschaft bei Nelkanitz

## Geschichte
Spätestens 1291 wurde Nelkanitz erstmals in der Wendung Cunradus de Nydalkewitz erstmals erwähnt. Spätere Nennungen sind Nelecwicz (1334), Neklewicz (1350), Nelcowicz (1436), Nelckwitz (1539/40), Nelgknicz (1552) und Nelckanitz (1791). Entsprechend gehörte der Ort zum (Erb-)Amt Meißen, dem Gerichtsamt Lommatzsch und der Amtshauptmannschaft Meißen. 1952 gehörte der Ort zunächst zum Kreis Döbeln und wurde zum 25. Juli dem Kreis Meißen zugeordnet. Nach der Wende gehörte der Ort zum Landkreis Döbeln, bis dieser 2008 im Landkreis Mittelsachsen aufging. 1552 war Nelkanitz dem Rittergut Hof, 1764 dem Rittergut Gödelitz zugehörig. 1935 wurde  Nelkanitz nach Beicha eingemeindet, 1996 dann nach Mochau, bis dieses in Döbeln aufging. Heute ist Nelkanitz ein offizieller Teil der Ortschaft Mochau.
| Jahr          | 1552                          | 1764                                    | 1834 | 1871 | 1890 | 1910 | 1925 |
| ------------- | ----------------------------- | --------------------------------------- | ---- | ---- | ---- | ---- | ---- |
| Einwohnerzahl | 7 besessene Mann, 11 Inwohner | 5 besessene Mann, 4 Gärtner, 12 Häusler | 160  | 189  | 159  | 134  | 146  |

1925 waren alle Einwohner Lutheraner.

## Belege
1. ↑  Nelkanitz – HOV | ISGV. Abgerufen am 7. Januar 2024.
2. ↑  Große Kreisstadt Döbeln: Hauptsatzung der Großen Kreisstadt Döbeln. 13. Dezember 2019, abgerufen am 7. Januar 2024.